# Choiseul (eiland)

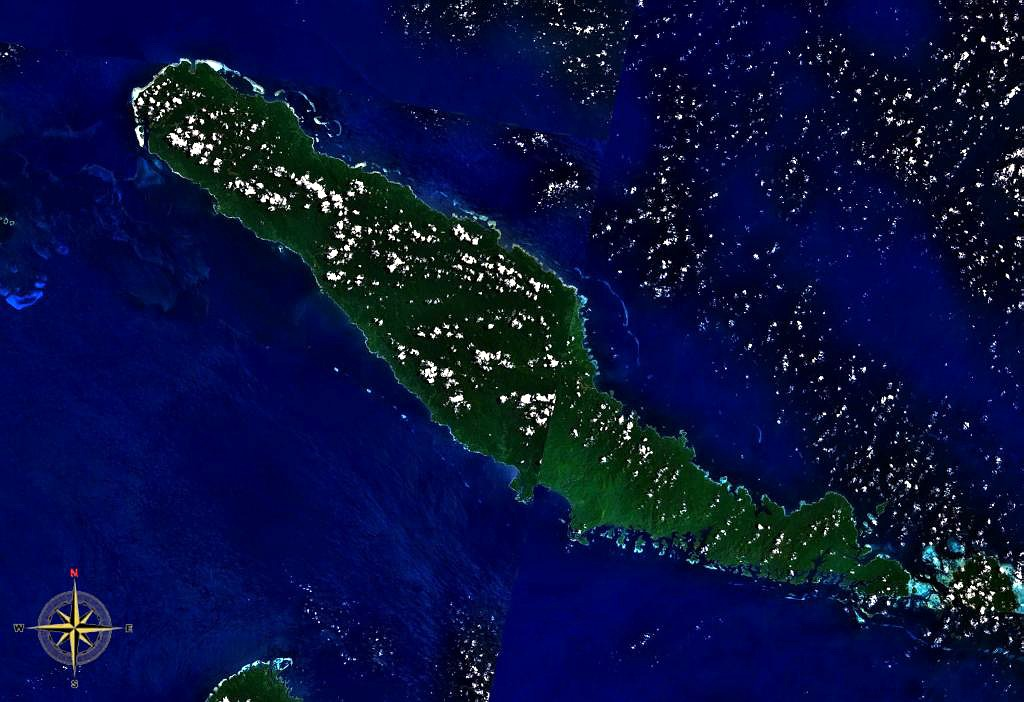
Choiseul vanuit de ruimte gezien

Choiseul is een eiland in de Salomonseilanden, in de provincie Choiseul. Het heeft een oppervlakte van 2966 km² en het hoogste punt is 970 m.
Het is genoemd naar Étienne François, graaf van Choiseul.

## Natuur
De helmskink Tribolonotus blanchardi komt endemisch op dit eiland voor. De volgende zoogdieren komen er voor:
- Phalanger orientalis (geïntroduceerd)
- Sus scrofa (geïntroduceerd)
- Polynesische rat (Rattus exulans) (geïntroduceerd)
- Rattus praetor
- Melomys bougainville
- Solomys ponceleti
- Solomys salebrosus
- Dobsonia inermis
- Macroglossus minimus
- Melonycteris woodfordi
- Nyctimene bougainville
- Nyctimene major
- Pteralopex anceps
- Pteralopex flanneryi
- Pteropus admiralitatum
- Pteropus mahaganus
- Pteropus rayneri
- Rousettus amplexicaudatus
- Emballonura raffrayana
- Anthops ornatus
- Aselliscus tricuspidatus
- Hipposideros calcaratus
- Hipposideros diadema
- Miniopterus macrocneme
- Myotis adversus
- Chaerephon solomonis